# Бьюли (замок, Англия)
Бьюли (англ. Beaulieu Palace House) — баронская резиденция, возникшая после многочисленных реконструкций на месте средневекового замка XIII века в британском национальном парке Нью-Форест в графстве Гэмпшир, Великобритания. Изначально был собственностью аббатства Бьюли. Но в ходе секуляризации английских монастырей имение в 1538 году купил Томас Ризли, 1-й граф Саутгемптон. Резиденция до сих пор принадлежит его потомкам, баронам Монтегю де Бьюли.

## История

### Ранний период
Первое каменное здание на этом месте появилось в XIII веке. Это был торхаус (надвратный замок), призванный защищать аббатство Бьюли. Во время Реформации в Англии в 1536—1539 годах началась секуляризация прежних церковных владений. В числе прочего на торги оказались выставлены земли и многие здания, принадлежавшие монастырю Бьюли. Их приобрёл в 1538 году сэр Томас Ризли, которому позднее присвоили титул 1-го графа Саутгемптона. Он перестроил бывшее укрепление в более комфортную жилую резиденцию.
Через брак наследницы графского рода Саутгемптонов замок перешёл во владение семьи Монтегю. Потомки этого рода по мужской линии до сих остаются собственниками резиденции. В частности в XXI веке ею владеет Ральф Дуглас-Скотт-Монтегю, 4-й барон Монтегю из Бьюли.

### XIX век
В XIX веке резиденция была перестроена в стиле неоготики. В настоящее время замок считается прекрасным образцом загородного дома в данном стиле.

## Описание
Замок стоит на берегу реки Бьюли. Он окружён живописными лугами. Для удобства туристов вокруг проложены пешеходные дорожки. Интерьеры резиденции до сих пор сохраняют традиции викторианской эпохи. С южной стороны к замку примыкают невысокие каменные стены с круглыми угловыми башнями, которые образуют небольшой внутренний двор.

## Современное использование
Имение и все здания находятся под управлением консорциума Treasure Houses of England. При этом нынешний лорд Монтегю (Ральф Дуглас-Скотт-Монтегю, 4-й барон Монтегю из Бьюли, родился 13 марта 1961 года) до сих пор проживает в резиденции со своей семьей. Большая часть помещений и сады ежедневно открыты для посещения публики.
По договорённости с владельцами в замке могут проходить торжественные мероприятия или свадьбы.

## Окрестности
Замок Бьюли является частью туристических достопримечательностей данной местности. В том числе совсем рядом находятся:
- Аббатство Бьюли[англ.]
- Национальный автомобильный музей (Бьюли)
- Музей World Top Gear
- Музей тайных британских военных операций во время Второй мировой войны
- Живописные сады
- Самая старая монорельсовая дорога Англии

## Легенды
Согласно официальному сайту, Бьюли — одно из самых посещаемых мест в Великобритании, связанных с привидениями. Сообщения о встречавшихся здесь призраках стали широко известны на рубеже XIX—XX веков. Но самые старые упоминания известны ещё с середины XVI века. Многочисленные исследователи паранормальных явлений не раз устраивали в аббатстве эксперименты, пытаясь удостовериться в правдивости легенд о призраках. В том числе Артур Конан Дойл, который утверждал, что имел контакт с привидением во время специального спиритического сеанса в резиденции Бьюли.
Весьма популярна история о Даме в синем (или сером), которую, как говорят, видели проходящей сквозь стены в частных комнатах. Уверяли, что она производит много шума. Считается, что дама — призрак графини Бьюли, леди Изабеллы, которая умерла в 1786 году. Эдвард Дуглас-Скотт-Монтегю, 3-й барон Монтегю де Бьюли, также сообщал о запахе ладана в помещении резиденции, которое в средние века использовалось как часовня. Этот запах якобы указывает на некую трагедию, которая произошла с местными жителями.

## Галерея

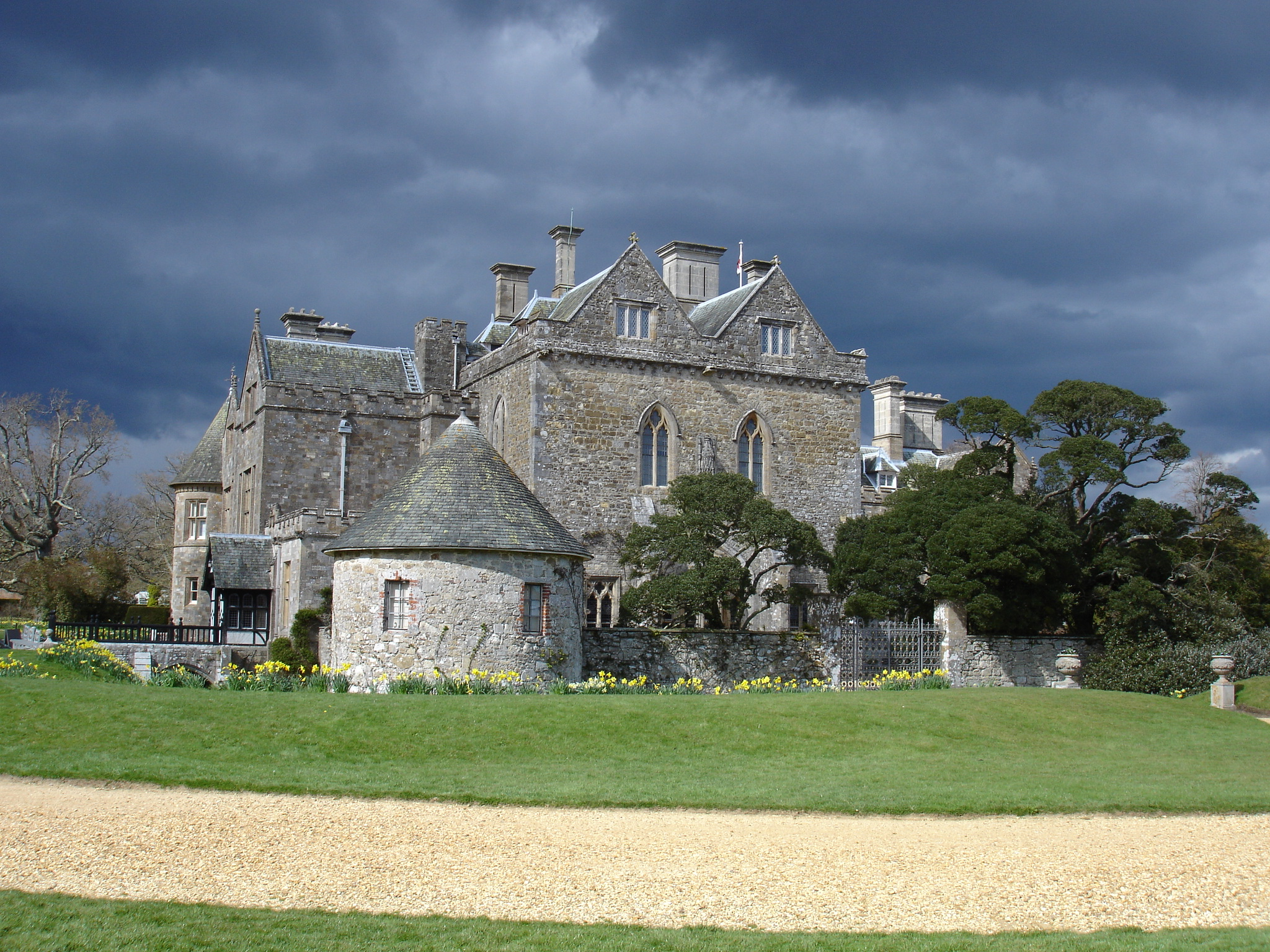
Вид замка с южной стороны
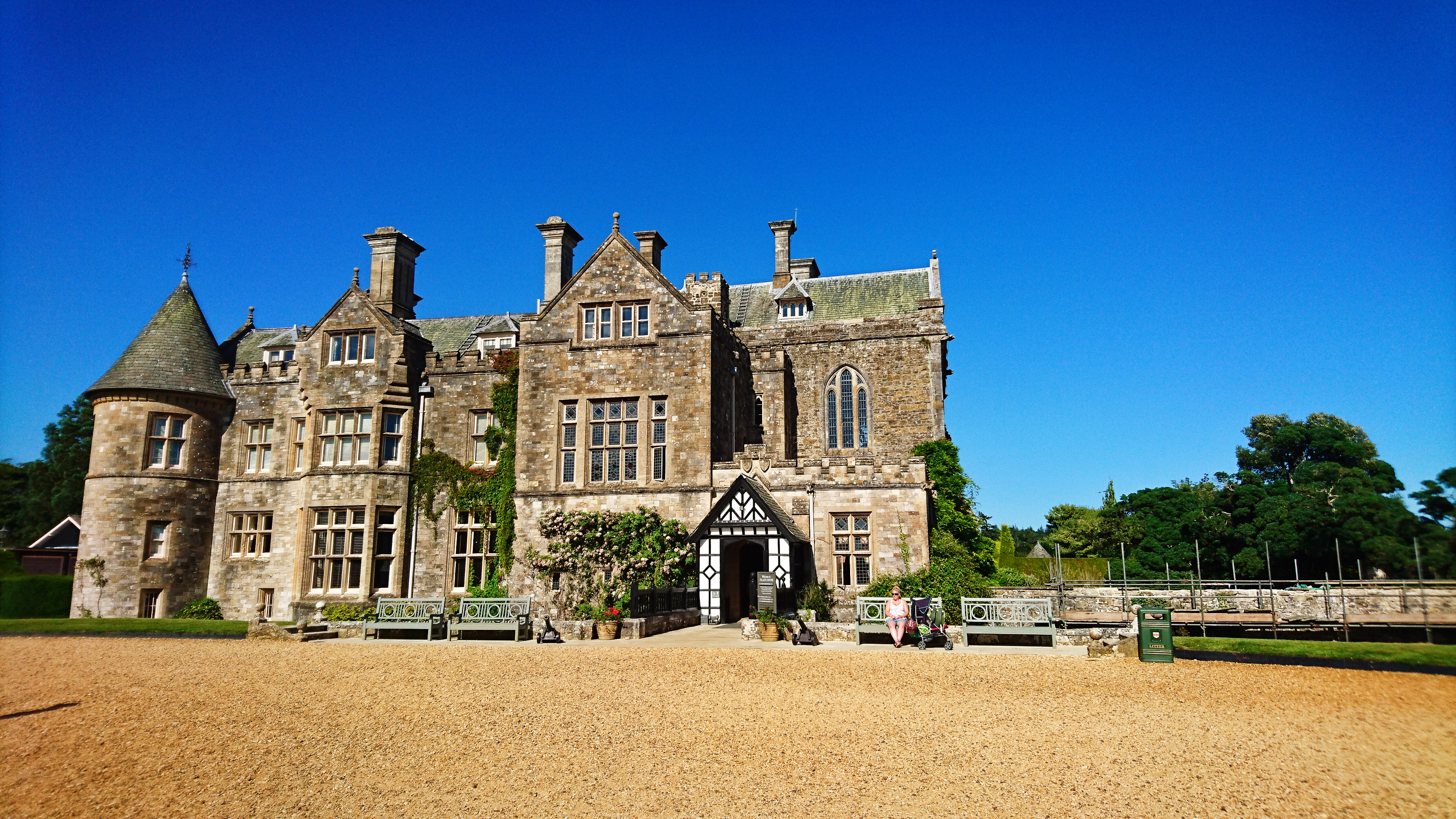
Главный фасад замка
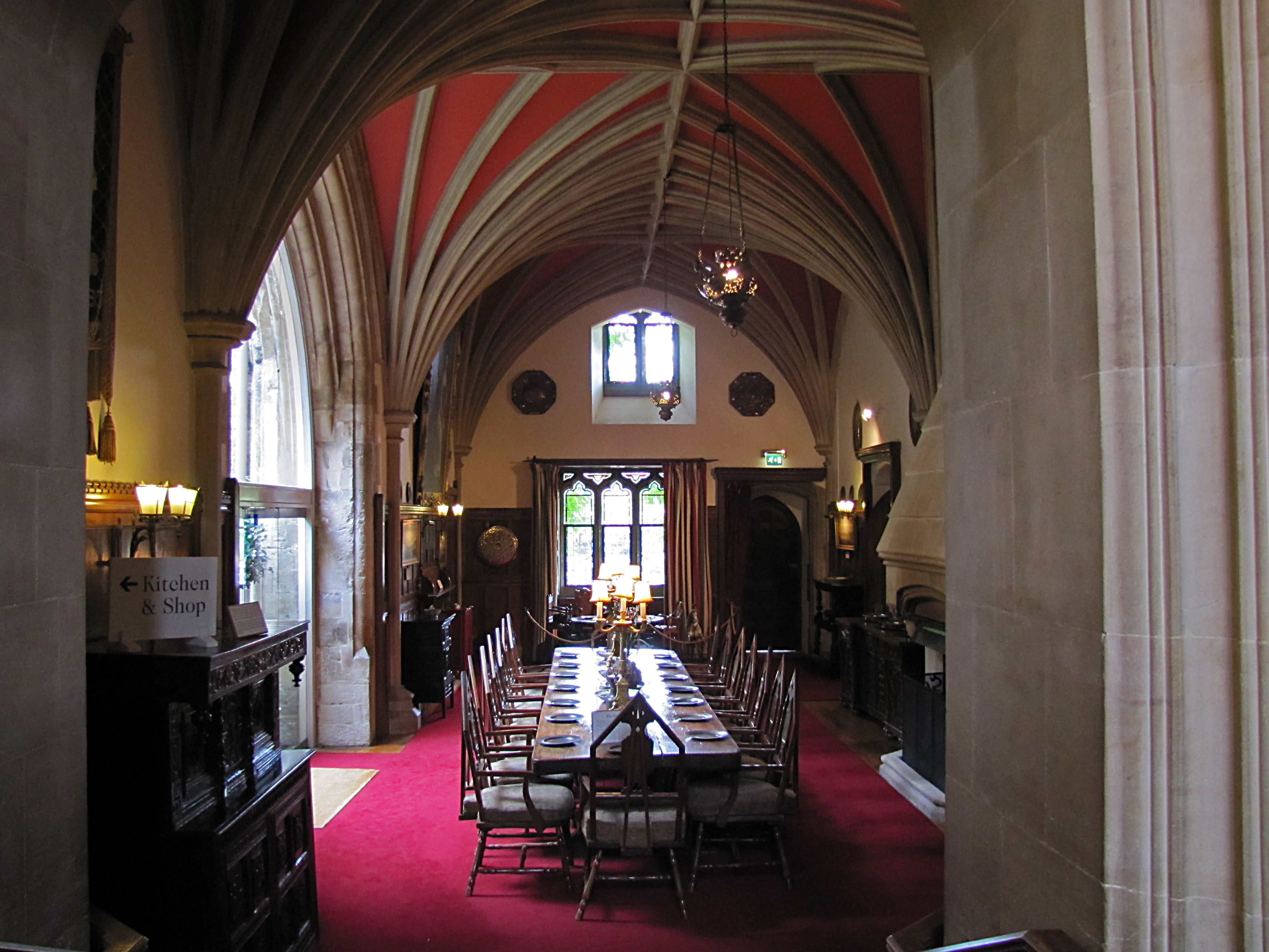
Замковая столовая
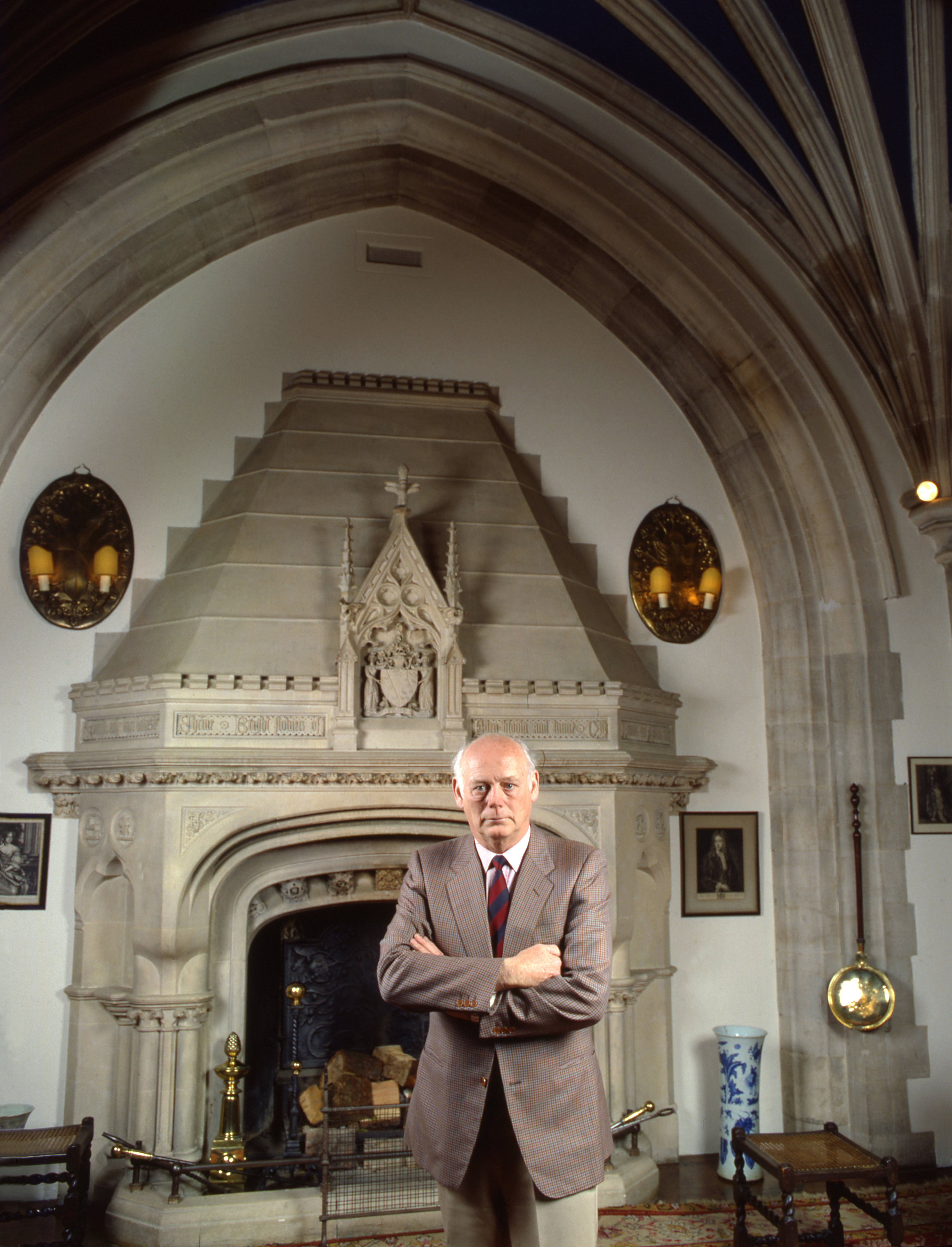
Лорд Монтегю де Бьюли, один из владельцев замка
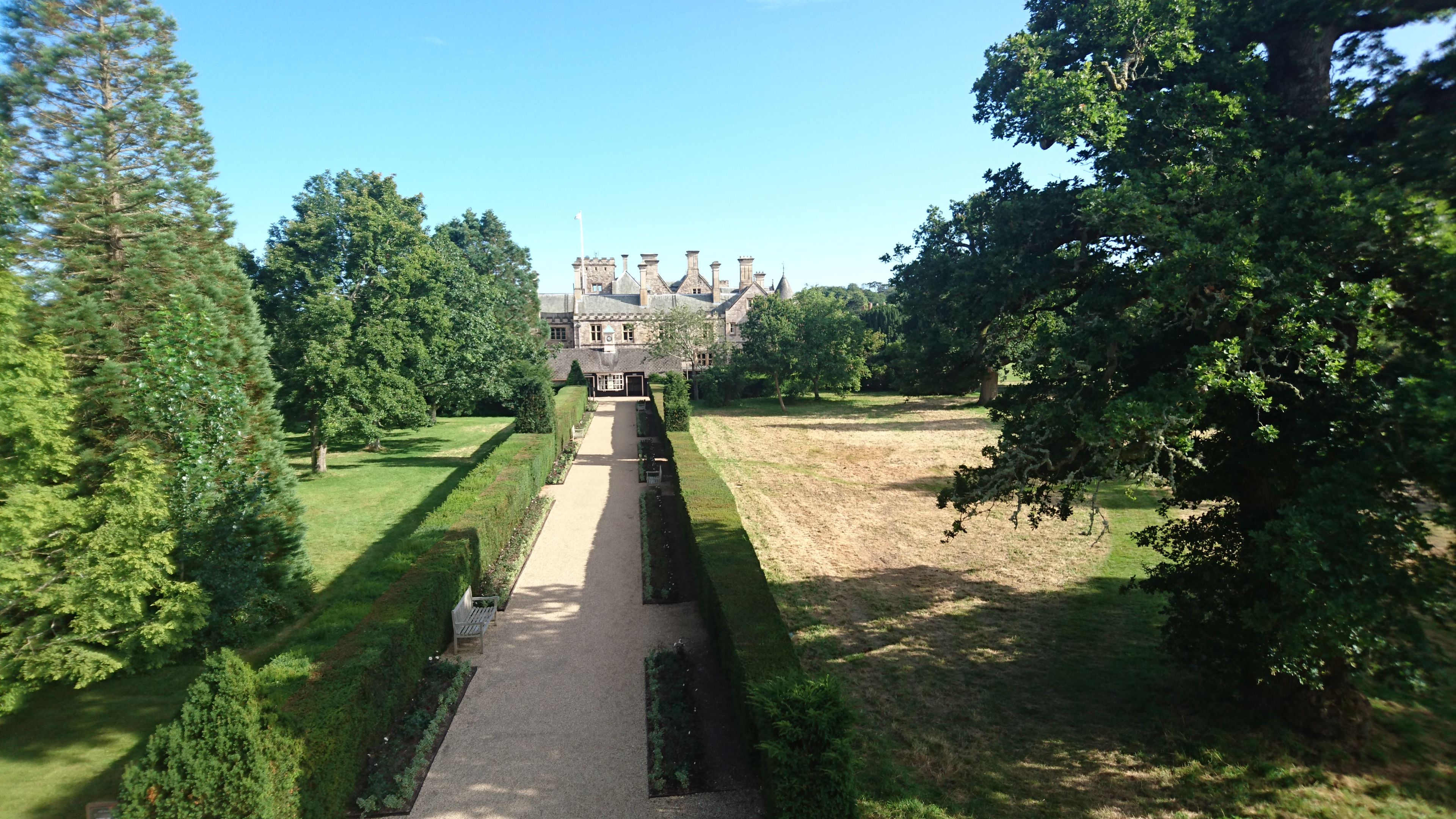
Аллея, ведущая к замку с севера

## Примечание
1. ↑  Scanlan, 2013.
2. ↑  Underwood, 2013.